# 普契什查
普契什查（Pučišća）是克羅埃西亞的一個海岸城鎮，位於布拉奇島。這座城鎮經常被列入歐洲最可愛村莊之一，以其美麗的海灘而著稱。